# MS Paint Adventures
Pour les articles homonymes, voir Paint.
 (avril 2015).
Si vous disposez d'ouvrages ou d'articles de référence ou si vous connaissez des sites web de qualité traitant du thème abordé ici, merci de compléter l'article en donnant les références utiles à sa vérifiabilité et en les liant à la section « Notes et références ».
Les MS Paint Adventures (plus communément appelés MSPA) sont des bandes dessinées en lignes (ou « webcomic »), parodiant les jeux vidéo et les livres-jeux (« Histoires dont vous êtes le héros »). Les MSPA sont écrites par Andrew Hussie et sont hébergées sur le site mspaintadventures.com.

## Les MSPA existantes
Ce sont actuellement (dans l'ordre de publication) :
- Jailbreak [1]
- Bard's Quest (œuvre qui n'a jamais été achevée),
- Problem Sleuth
- Homestuck[2],[3],[4],[5],[6].

Toutes les MSPA ont été écrites et dessinées par Andrew Hussie, avec de l'aide pour la musique, des animations flash ainsi que certains des dessins pour Homestuck.